# نورالدین مخیتدینوف
نورالدین مخیتدینوف (روسی: Нуритди́н Акра́мович Мухитди́нов؛ 19 november [سبک قدیمی: 6 november] 1917 – ۲۷ اوت ۲۰۰۸) سیاست‌مدار اهل ازبکستان بود. او از ۲۲ دسامبر ۱۹۵۵ تا ۲۸ دسامبر ۱۹۵۷ دبیر اول حزب کمونیست ازبکستان بود.
وی همچنین دو مرتبه از ۱۸ مه ۱۹۵۱ تا ۶ آوریل ۱۹۵۳ و از ۱۸ دسامبر ۱۹۵۴ تا ۲۲ دسامبر ۱۹۵۵ رئیس شورای وزیران ازبکستان بود.
نورالدین مخیتدینوف در ۲۷ اوت ۲۰۰۸، در سن ۹۰ سالگی درگذشت.
وی همچنین برندهٔ جوایزی همچون نشان انقلاب اکتبر، مدال «برای پیروزی بر آلمان در جنگ بزرگ میهنی ۱۹۴۱-۱۹۴۵»، نشان لنین، مدال به مناسبت یکصدمین سالگرد تولد ولادیمیر ایلیچ لنین، نشان پرچم سرخ کار، مدال دفاع از استالینگراد، و نشان برجسته افتخار شده‌است.